# Castello di Travo
Das Castello di Travo, auch Castello Anguissola und früher Castrum Trebani genannt, ist eine mittelalterliche Festung in der Gemeinde Travo in der italienischen Emilia-Romagna. Das Gebäude steht in der Ortsmitte, unweit der Trebbia mitten im Flusstal.

## Geschichte
Es ist kein genaues Baudatum bekannt, aber man nimmt an, dass die Familie Malaspina, dessen Besitzungen sich von der Lunigiana bis in die Poebene in der Provinz Piacenza erstreckten, hier bereits im 12. Jahrhundert eine Festung hatten, um den Talausgang in die Ebene, sowie die Zugänge zum Val Trebbia zu überwachen. Anfang des 13. Jahrhunderts leitete die freie Stadt Piacenza eine Reihe von Aktionen gegen die bedeutendsten Familien ein, die die Feudalrechte im Tal verwalteten, einschließlich den Malaspinas, um sich den Zugang nach Genua zu sichern. Dies erlaubte es der Familie Anguissola, die vermutlich direkt aus Travo stammte, die Gegend in Besitz zu nehmen.
1255 wurde die Burg von dem Markgrafen Oberto II. Pallavicino treuen Kräften angegriffen und dem Erdboden gleichgemacht. 1302 verlehnte der römisch-deutsche König Albrecht I. „Trabano“ zusammen mit Pradovera, Pigazzano und Gazzola an Riccardo Anguissola. 1337 erhielt Bernardino Anguissola vom Herrn von Mailand, Luchino Visconti die Investitur in Travo und Caverzago, an die sich nach neun Jahren zeitweise auch das Lehen Bobbio anschloss, dass später an die Dal Vermes fiel.
1432 wurde die Investitur in Travo der Familie Anguissola vom Herzog von Mailand, Francesco I. Sforza, bestätigt; eine weitere Bestätigung traf auch im folgenden Jahrhundert von der Familie Farnese ein, die zwischenzeitlich den Thron des Herzogtums Parma und Piacenza bestiegen hatte.
Die Burg und auch die gesamte Siedlung Travo wurden, obwohl sie durch ihre Lage zur Kontrolle der Wege ins Val Trebbia eine hohe strategische Bedeutung hatten, nicht in wichtige kriegerische Ereignisse verwickelt und werden nur selten in den Chroniken der Zeit genannt, anders als andere Festungen in der Gegend, die auch von der Familie Anguissola beherrscht wurden.
Im Laufe der letzten Jahre des 18. Jahrhunderts wurde die Burg auf Betreiben des Grafen Giacomo Anguissola in eine Adelsresidenz umgebaut.
1978 stiftete die Gräfin Maria Salini Anguissola, die keine direkten Nachkommen hatte, die Burg der Gemeinde Travo mit der Auflage, daraus den Sitz der Gemeindebüros und ein Zentrum kultureller Veranstaltungen zu machen.
Die komplett restaurierte Burg beherbergt seit 1997 das archäologische Museum von Travo. Zu den ausgestellten Fundstücken in seinen Sälen gehören derzeit die Funde aus den Grabungen im neusteinzeitlichen Dorf Sant’Andrea und die altrömischen des Tempio di Minerva Medica (dt.: Tempel der Minerva).
Im Juli 2020 diente die Burg nach dem teilweisen Einsturz des Rathausdaches von Travo vorübergehend als Gemeindehaus.

## Beschreibung

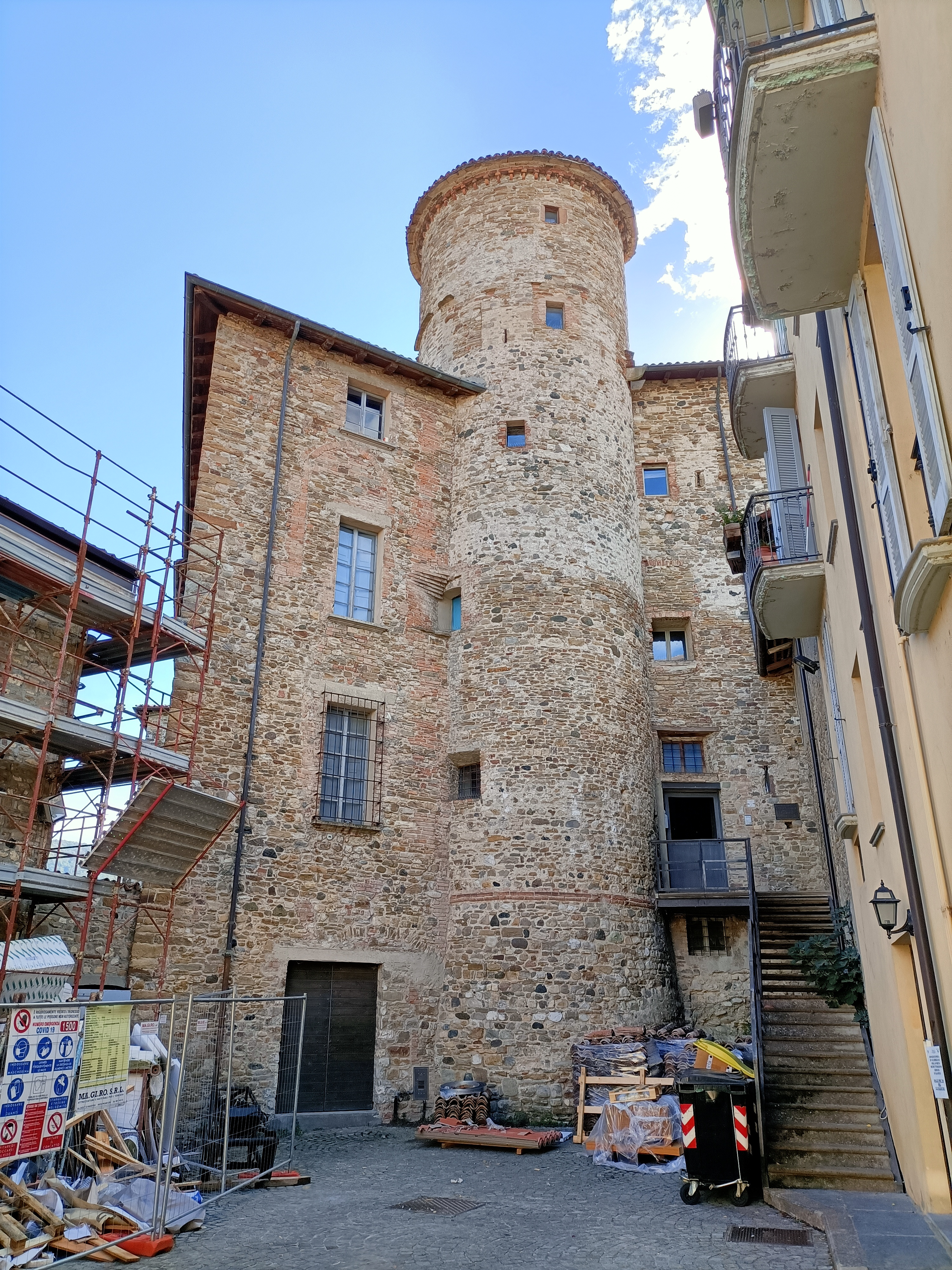
Der Rundturm

Die Burg, die Teil einer großen, befestigten Siedlung ist, ist über die Jahrhunderte mehrfach umgebaut worden und wurde so in eine Residenz verwandelt.
Vom ursprünglichen Aufbau ist ein Palast erhalten, der auf der Südseite der Piazza von Travo liegt und trotz der Veränderungen, die durchgeführt wurden, um ihn für Wohnzwecke anzupassen, noch zwei übereinander liegende Reihen von trilithischen Fenstern besitzt, die der Architekt Carlo Perogalli als wertvolle Zeugnisse und äußerst selten an Gebäuden im nördlichen Italien ansieht.
Seitlich dieses Palastes gibt es einen Turm mit quadratischem Grundriss mit einem Söller aus Mauerziegeln, den es ursprünglich nicht gab. An der Basis dieses Turms befindet sich der Zugangsbogen zur befestigten Siedlung, in deren Inneren ein zweiter Turm mit quadratischem Grundriss steht, der mit der Burg die trilithischen Fenster teilt. Schließlich existiert ein dritter Turm in runder Bauweise zwischen dem Eingangsturm und dem Flussufer der Trebbia.